# Stabia Sporting Club 1925-1926
Questa pagina raccoglie i dati riguardanti lo Stabia Sporting Club  nelle competizioni ufficiali della stagione 1925-1926.

## Rosa
| N. |                   | Ruolo | Calciatore      |
| -- | ----------------- | ----- | --------------- |
|    | Italia (bandiera) | A     | Aurora          |
|    | Italia (bandiera) | C     | Balzano         |
|    | Italia (bandiera) | P     | Mario Beccaro   |
|    | Italia (bandiera) | C     | Castaldi        |
|    | Italia (bandiera) | C     | Oscar Cirillo   |
|    | Italia (bandiera) | D     | De Martino (II) |
|    | Italia (bandiera) | A     | Ferrero         |
|    | Italia (bandiera) | A     | Ippolito        |
|    | Italia (bandiera) | D     | Isaia           |

| N. |                   | Ruolo | Calciatore        |
| -- | ----------------- | ----- | ----------------- |
|    | Italia (bandiera) | C     | Laterza           |
|    | Italia (bandiera) | C     | Maddaluno         |
|    | Italia (bandiera) | A     | Salvatore Maresca |
|    | Italia (bandiera) | A     | Murino            |
|    | Italia (bandiera) | A     | Orsini (II)       |
|    | Italia (bandiera) | D     | Scarpa            |
|    | Italia (bandiera) | A     | Verraioli         |
|    | Italia (bandiera) | A     | Villani           |

## Risultati

### Prima Divisione

#### Girone campano

##### Girone di andata
| Arbitro: | Fontana (Napoli) |

|                |           |                                    |
| Cassese II 52’ | Marcatori | 19’ Ferrero 59’ Aurora 77’ Villani |

| Arbitro: | Mollichelli (Napoli) |

|                               |           |                      |
| Ippolito 18’ Villani 80’, 86’ | Marcatori | 30’ (rig.) Cassese I |

| 13 dicembre 1925 3ª giornata |  | – Turno di riposo |  |  |

| Arbitro: | Malagodi (Ferrara) |

|            |           |                             |
| Villani 6’ | Marcatori | 15’ Szantgyorgy 86’ Vitrone |

| Arbitro: | Tisei (Tivoli) |

|                                        |           |             |
| Ghisi I 8’, 38’ Sacchi 15’ Ferrari 84’ | Marcatori | 56’ Villani |

##### Girone di ritorno
| Arbitro: | Tisei (Tivoli) |

|                                                |           |  |
| Ferrero 37’ Maresca 72’, 76’, 80’ Ippolito 74’ | Marcatori |  |

| Arbitro: | Barionovi (Roma) |

|                                          |           |  |
| Parodi 9’, 25’, 41’, 42’, 77’ Kargus 63’ | Marcatori |  |

| 24 gennaio 1926 8ª giornata |  | – Turno di riposo |  |  |

| Caserta 21 febbraio 1926 9ª giornata | Casertana | 2 – 0 A tav. per forfait | Stabia |  |

| Arbitro: | Trama (Torre Annunziata) |

|  |           |                                                                |
|  | Marcatori | 3’, 51’, 56’ Ghisi I 40’ Ferrari 48’ Sacchi 49’ (aut.) Beccaro |

## Statistiche

### Statistiche di squadra
| Competizione             | Punti | In casa | In casa | In casa | In casa | In casa | In casa | In trasferta | In trasferta | In trasferta | In trasferta | In trasferta | In trasferta | Totale | Totale | Totale | Totale | Totale | Totale | DR |
| Competizione             | Punti | G       | V       | N       | P       | Gf      | Gs      | G            | V            | N            | P            | Gf           | Gs           | G      | V      | N      | P      | Gf     | Gs     | DR |
| ------------------------ | ----- | ------- | ------- | ------- | ------- | ------- | ------- | ------------ | ------------ | ------------ | ------------ | ------------ | ------------ | ------ | ------ | ------ | ------ | ------ | ------ | -- |
| Prima Divisione-Campania | 6     | 4       | 2       | 0       | 2       | 9       | 9       | 4            | 1            | 0            | 3            | 4            | 13           | 8      | 3      | 0      | 5      | 13     | 22     | -9 |

### Statistiche dei giocatori
| Giocatore     | Prima Divisione | Prima Divisione |
| Giocatore     | Presenze        | Reti            |
| ------------- | --------------- | --------------- |
| Aurora        | 1               | 1               |
| Balzano       | 6               | 0               |
| M. Beccaro    | 7               | -20             |
| Castaldi      | 3               | 0               |
| O. Cirillo    | 7               | 0               |
| De Martino II | 7               | 0               |
| Ferrero       | 5               | 2               |
| Ippolito      | 6               | 2               |
| Isaia         | 5               | 0               |
| Laterza       | 5               | 0               |
| Maddaluno     | 2               | 0               |
| S. Maresca    | 4               | 3               |
| Murino        | 4               | 0               |
| Orsini II     | 3               | 0               |
| Scarpa        | 4               | 0               |
| Verraioli     | 1               | 0               |
| Villani       | 7               | 5               |